# 謝南斯
謝南斯（法語：Chénens，法語發音：[ʃenɑ̃s]）是瑞士弗里堡州的一个市镇，位於該國西部，面積3.95平方公里，截至2018年12月31日总人口为856人。

## 外部連結
- Official website（页面存档备份，存于） （法文）